# Korpijärvi (sjö i Suomussalmi, Kajanaland, 64,75 N, 28,95 Ö)
Korpijärvi är en sjö i kommunen Suomussalmi i landskapet Kajanaland i Finland. Sjön ligger 214,4 meter över havet. Arean är 1,11 kvadratkilometer och strandlinjen är 7,82 kilometer lång. Sjön  ingår i Uleälvens huvudavrinningsområde.   Den ligger omkring 81 kilometer nordöst om Kajana och omkring 550 kilometer norr om Helsingfors. 